# Falcó mostatxut africà
El falcó mostatxut africà (Falco cuvierii) és una espècie d'ocell rapinyaire de la família dels falcònids (Falconidae) que habita zones de sabana i boscos de la zona afrotròpica, des del Senegal, Gàmbia i Mali cap a l'est per la República Centreafricana i Txad fins a Etiòpia i cap al sud fins a Tanzània i Angola; més al sud habiten a Namíbia, Zàmbia, Zimbàbue, Moçambic i l'est de Sud-àfrica. El seu estat de conservació es considera de risc mínim